# روح‌آباد (شهربابک)
روح‌آباد، روستایی از توابع بخش دهج شهرستان شهربابک در استان کرمان است.

## جمعیت
این روستا در دهستان خبر قرار دارد و براساس سرشماری مرکز آمار ایران در سال ۱۳۹۵، جمعیت آن ۲۳۰ نفر (۷۸ خانوار) بوده‌است.